# Francisco de León (Radsportler, II)
Francisco de León ist ein salvadorianischer Straßenradrennfahrer.
Francisco de León wurde 2008 bei der salvadorianischen Meisterschaft Zweiter im Einzelzeitfahren der Juniorenklasse in La Libertad. Beim Straßenrennen in La Nueva konnte er den ersten Platz belegen und holte sich so den Meistertitel. Im nächsten Jahr fuhr er in der U23-Klasse. Beim Einzelzeitfahren der nationalen Meisterschaft wurde er Erster und im Straßenrennen belegte er den zweiten Platz hinter Omar Benítez.

## Erfolge
2008
- Salvadorianischer Meister – Straßenrennen (Junioren)

2009
- Salvadorianischer Meister – Einzelzeitfahren (U23)